# Colony (série de televisão)
Colony é uma série de televisão estadunidense, dos gêneros ficção científica e drama, criada por Carlton Cuse e Ryan J. Condal, e estrelada por Josh Holloway e Sarah Wayne Callies. O episódio piloto estreou com um preview on-line no site da USA Network em 15 de dezembro de 2015, após o lançamento de um site semelhante a um jogo. A série teve sua estreia oficial na televisão no dia 14 de janeiro de 2016. Em abril de 2017, "Colony" foi renovada para uma terceira e última temporada, que estreou em 2 de maio de 2018. Em 21 de julho de 2018, a USA Network anunciou que havia cancelado a série após três temporadas.
No Brasil, a série está disponível na plataforma de streaming Netflix.

## Enredo
A série começa menos de um ano após a chegada. A história segue a família dos Bowmans. Seu filho Charlie estava numa viagem de desporto da escola e foi separado deles quando os muros caíram. O pai, Will Bowman, é um ex-agente do FBI que relutantemente se junta aos Redhats e é encarregado de rastrear membros da resistência, depois de ser ameaçado que ele e sua família seriam enviados para a fábrica se ele não obedecesse. Sem o conhecimento de Will, sua esposa Katie é uma agente da Resistência. Mais tarde, ela revela isso e eles começam a trocar informações. Seu filho Bram descobre um caminho sob a parede e depois se junta a um grupo rival da Resistência.

## Elenco e personagens

### Regular
- Josh Holloway como Will Bowman, um ex-agente do exército dos EUA e agente especial do FBI inicialmente trabalhando sob o pseudônimo de Billy "Sully" Sullivan como motorista de caminhão e mecânico.[3][9] Para proteger sua família de ser enviado para a fábrica, e para encontrar seu filho desaparecido Charlie, Will começa a trabalhar para os Redhats com a missão de caçar membros da Resistência.
- Sarah Wayne Callies como Katie Bowman, a esposa de Will e uma agente secreta da Resistência. Ela é proprietária e opera "The Yonk", um bar temático de Nova Orleans.[3]
- Peter Jacobson como Alan Snyder, o procurador do bloco de Los Angeles e um Colaborador não arrependido.[10] Snyder afirma ser um ex-reitor da Universidade de Stanford, mas mais tarde é revelado para ser o gerente de compras corrupto de uma pequena faculdade comunitária. Snyder é removido como procurador e nomeado diretor de um campo de trabalho fora do bloco.
- Amanda Righetti como Madeline "Maddie" Kenner (1–2 temporadas), a irmã mais nova de Katie.[11]
- Tory Kittles como Eric Broussard, um ex-fuzileiro naval da Marinha dos EUA, assassino da CIA e empreiteiro militar privado.[12] Agora, um agente de resistência, ele se infiltra no Redhats e é o principal contato de Resistência de Katie.
- Alex Neustaedter como Bram Bowman, o filho adolescente de Will e Katie.[10]
- Isabella Crovetti-Cramp como Grace Kathryn "Gracie" Bowman, a filha mais nova de Will e Katie.[13]
- Jacob Buster como Charlie Bowman (convidado, 1ª temporada; 2–3 temporadas), o filho mais novo de Will e Katie, que foi separado do resto de sua família um ano antes dos muros caírem. Ele é encontrado por Will no início da segunda temporada e se reúne com sua família.[14]

### Recorrente
- Kim Rhodes como Rachel (1ª temporada), uma médica e membro da célula de resistência.
- Paul Guilfoyle como Alexander Quayle (1ª temporada), um ex-chefe da estação da CIA em Berlim e oficial da Agência de Inteligência da Defesa se tornou o líder da Resistência de Los Angeles.[15]
- Cooper J. Friedman como Hudson (1–2 temporadas), o filho diabético de Madeline.
- Carl Weathers como Bolton "Beau" Miller (1ª temporada), um ex-oficial do Departamento de Polícia de São Francisco tornou-se oficial da Segurança Interna e parceiro de Will Bowman.[15][16]
- Ally Walker como Helena Goldwyn[17], chefe de gabinete (1ª temporada) e governadora-geral (segunda temporada) da Colônia de Los Angeles da qual o bloco faz parte.
- Kathy Baker como Phyllis (1ª temporada), o chefe de Will na Homeland Security, a quem ele suspeita (e ela sugere), é um ex-agente da CIA.[15]
- Kathleen Rose Perkins como Jennifer McMahon (1–2 temporadas), uma ex-administradora de banco de dados de serviços de namoro online, virou agente da Homeland Security, abaixo de Phyllis e acima de Will e Beau.[15]
- Gonzalo Menendez como Capitão Lagarza (1ª temporada), um oficial Redhat.[10]
- Erin Way como Lindsey (1–2 temporadas), a tutora do governo designada para Gracie Bowman.
- Kathryn Morris como Charlotte Burgess (1ª temporada), a diretora cultural da Zona Verde que se torna a chefe de Maddie.[18]
- Adrian Pasdar como Nolan Burgess (1–2 temporadas), o marido de Charlotte e um importante ator na política do governo ocupacional.[18]
- Bethany Joy Lenz como Morgan (2ª temporada)[a], uma engenheira de software e membro da Resistência.[19][20][21]
- Charlie Bewley como Eckhart (1–2 temporadas), um membro da célula de Resistência.
- Mac Brandt como Sargento Jenkins (2ª temporada), um guarda do campo de trabalho.
- Christian Clemenson como Dan Bennett (2ª temporada), o novo chefe da Segurança Interna.
- William Russ como Hennessey, um ex-espião.[22]
- Keiko Agena como Betsy, uma colega de trabalho de Will Bowman e Jennifer na Homeland Security.[22]
- Paolo Andino como Howard, um Redhat.[22]
- Meta Golding como Noa, uma participante de uma célula da Resistência.
- John Hoogenakker como Scott Garland, um ex-agente do FBI e um tenente Greyhat com a tarefa de caçar a Resistência nas florestas da Califórnia.
- Wayne Brady como Everett Kynes[23], governador do bloco de Seattle e líder de uma iniciativa em prol da defesa da humanidade contra os inimigos dos Hóspedes.

## Episódios
| Temporada | Temporada | Episódios | Exibição original     | Exibição original   |
| Temporada | Temporada | Episódios | Estreia de temporada  | Final de temporada  |
| --------- | --------- | --------- | --------------------- | ------------------- |
|           | 1         | 10        | 14 de janeiro de 2016 | 17 de março de 2016 |
|           | 2         | 13        | 12 de janeiro de 2017 | 6 de abril de 2017  |
|           | 3         | 13        | 2 de maio de 2018     | 25 de julho de 2018 |